# Pawel Petrowitsch Kadotschnikow
Pawel Petrowitsch Kadotschnikow (russisch Павел Петрович Кадочников; * 16. Julijul. / 29. Juli 1915greg. in Petrograd; † 2. Mai 1988 in Leningrad) war ein sowjetischer Schauspieler, Regisseur und Drehbuchautor russischer Herkunft.

## Biografie
Während des Bürgerkrieges zog Pawel Kadotschnikows Vater mit seiner ganzen Familie (Frau und zwei Kinder) in sein Heimatdorf im Ural in der Oblast Perm, wo Pawel seine Kindheit verbrachte. Er besuchte die Schule der Bauernjugend und pflegte das Zeichnen als sein wichtigstes Hobby, das ihm von seiner Mutter vermittelt wurde. 1927 kehrte die Familie nach Leningrad zurück, wo sein Vater eine Stelle im Kirowwerk erhielt. Pawel trat im Kinderkunststudio in die Abteilung für bildende Kunst ein und träumte davon, als Erwachsener Künstler zu werden. Doch wegen einer schweren Erkrankung seines Vaters musste er als ältester Sohn eine Schlosserlehre im Kirowwerk antreten, konnte jedoch weiterhin das Kunststudio besuchen.
Er absolvierte 1935 das Leningrader Theaterinstitut. Auf sein Filmdebüt in Sowerschennoletije von Boris Schreiber im selben Jahr folgte 1938 Sergei Jutkewitschs Der Mann mit dem Gewehr und Sergei Eisensteins Zweiteiler Iwan der Schreckliche I und II, in dem er 1945 drei Rollen spielte.
1946 spielte er die Titelrolle in der 3D-Großproduktion Robinson Crusoe. Es folgten unter anderem Rollen als Maxim Gorki in Der Weg ins Leben. Weitere wichtige Filme waren Alexander Stolpers Der wahre Mensch, in dem er den Flieger Alexei Maressjew verkörperte, Iossif Cheifiz’ Eine große Familie (Darstellerpreis in Cannes gemeinsam mit dem übrigen Schauspielensemble) und Nikita Michalkows Unvollendetes Stück für ein mechanisches Klavier (1977). In Sergei Jutkewitschs Lenin in Paris (1981) spielte er den alten Paul Lafargue, der in Paris gemeinsam mit seiner Frau durch Suizid starb. Seine letzte Filmrolle hatte Kadotschnikow 1987 in Nikita Michalkows Schwarze Augen.
Während des Studiums hatte Kadotschnikow eine kurze Beziehung mit seiner Kommilitonin Tatjana Nikolajewna Nikitina, aus der 1932 ein Sohn namens Konstantin hervorging. Das Paar trennte sich, nachdem er Rosalija Kotowitsch kennenlernte. Sie heiraten 1934, zehn Jahre später kam ihr Sohn Pjotr (1944–1981) zur Welt. Beide hatten außerdem eine Enkelin namens Natalja, die heute eine nach ihrem Großvater benannte Produktionsfirma leitet.
Kadotschnikow wurde auf dem Serafimowskoje-Friedhof in Sankt Petersburg neben seinem Sohn beigesetzt.

## Filmografie
- 1981: Zwei Zeilen, kleingedruckt (Dwe strotschki melkim schriftom)